# 鳥越裕介
鳥越 裕介（とりごえ ゆうすけ、1971年7月1日 - ）は、大分県臼杵市出身の元プロ野球選手（内野手、右投右打）、プロ野球コーチ。
愛称は「トリさん」「ゴエ」。
現役引退後は福岡ソフトバンクホークス・千葉ロッテマリーンズでコーチ、二軍監督を務めた。その後は野球解説者として活動したのち、2025年シーズンからは埼玉西武ライオンズの一軍ヘッドコーチを務める。

## 経歴

### プロ入り前
大分県立臼杵高等学校を経て明治大学へ進学。大学時代は「3番・遊撃手」として活躍し、1991年の第20回日米大学野球選手権大会、1993年の第22回日米大学野球選手権大会おいては小久保裕紀や井口資仁らとともに全日本メンバーにも選ばれる。リーグ通算67試合出場、248打数68安打、打率.274、8本塁打、31打点。

### 中日時代
1993年のプロ野球ドラフト会議を前に中日ドラゴンズを逆指名し、2位指名を受けて中日に入団。背番号は41。当初は大学全日本メンバーであり、身長189 cmという大柄な体格から「大型内野手」として期待され、当時の監督であった高木守道からは「長打が打てて守れる2番ショート」の方針を打ち出された。1994年の10.8決戦でも立浪和義が負傷して途中退場し代走・遊撃手の守備に就いた。
身長を生かした守備では存在感を示し、若手時代には難があったスローイングも改善。1996年からは益田大介と1・2番を組んでレギュラーとして活躍した。1997年には遊撃手のポジションで守備率.997の日本記録を樹立している。同年11月に巨額の脱税が明らかになり在宅起訴され（プロ野球脱税事件）、翌年の1998年1月に有罪判決を受けた。
1998年はプロ野球脱税事件の出場停止処分のため、開幕から4週間は二軍を含めて試合に出られなかった。処分解除後も、内野には阪神タイガースから移籍してきた久慈照嘉や当時絶好調だった李鍾範、千葉ロッテマリーンズから移籍した南渕時高がおり、控えにも復調した種田仁・神野純一がいたことに加え、シーズン中盤には李の故障離脱を受けて外野にコンバートされていた立浪が二塁手に再転向し、二塁手として出場していた久慈が遊撃手に転向したことから、出場機会が激減した。
1999年には、遊撃手の福留孝介が入団し、他の内野手ポジションにも立浪や久慈、レオ・ゴメスらが就いていたため、シーズン途中に河野亮とのトレードで福岡ダイエーホークスに移籍した。背番号は35。

### ダイエー・ソフトバンク時代
ダイエー移籍後は、守備が監督の王貞治から高く評価されて一軍に定着。チームは初のリーグ制覇・日本一を達成。この年古巣もリーグ制覇をし、日本シリーズで対戦し自身も代走及び守備固めで出場した。10月には、自身初の一試合2本塁打を放っている。
2000年シーズン開幕は控えで迎えたが、浜名千広の怪我や柳田聖人の不振により二塁手のポジションが空き、5月まで打率が3割を超えるなど打撃好調だった鳥越は二塁手の定位置を獲得した。遊撃手のレギュラーだった井口忠仁が夏場に故障で戦線離脱したため、以降は遊撃手のレギュラーとして出場し、同年9月1日の5連敗と優勝争い脱落の危機の中、迎えたオリックス戦では逆転本塁打を放ち連敗を止め、以降チームは9連勝した。また9月30日の近鉄戦ではサヨナラ安打を放つなど、優勝争いを繰り広げたチームの中で貴重な活躍を見せ、オフには球団から坊西浩嗣と共に表彰を受けた。さらに、背番号も6に変更となった。
この年の日本シリーズでは、井口が復帰したため、再び二塁手に戻ってシリーズに全試合先発出場したが、シーズンオフの秋季キャンプで王は、遊撃手としては守備の正確性に欠けていた井口を二塁手にコンバートさせ、2001年からは鳥越を遊撃手のレギュラーとして起用すると明言し、レギュラー確約を手にする。この日本シリーズに際して、出場できなかった古巣中日に対して「拝啓、星野仙一様」（後述）とコメントした。
レギュラーを確約された2001年のオープン戦では12球団打撃ランキング4位という好成績を収めながら、シーズン開幕直後から打撃不振に陥り、6月からは浜名や野々垣武志らとの併用となった。結果、この年一度も猛打賞がなく、シーズン通じて一度も打率を2割台に乗せることなく打率.174と打撃成績が低迷した。2002年は、開幕レギュラーは獲得したものの、打撃不振で川﨑宗則や野々垣にポジションを譲ったが、夏場から打ち出して打率を6分近く上げ、王の信頼を再び取り戻す。
2003年は故障で出遅れ、5月に入っても無安打だったが、5月2日の対ロッテ戦で同年初安打をサヨナラ打で決めて、ヒーローインタビューで「あけましておめでとうございます」と発言した。その後はすぐにレギュラーに復帰した。チーム全体は日本記録の打率.297を記録する中、本人は打率.212と低迷し、「監督から、お前が.250打っていたらチーム打率が3割だったと言われていた」と本人もネタにしていた。しかし鳥越が打点を挙げるとチームが負けることは無く、不敗神話と言われた。日本シリーズでも全試合に先発出場し、打撃でも5打点を挙げるなど活躍した。オフのパ・リーグオールスター東西対抗では、吉崎勝からサヨナラ本塁打を放ち、MVPに選出された。シーズンオフに元レースクイーンの鈴木万美子と結婚した。
2004年シーズン以降、川﨑が正遊撃手として活躍したことから、控えに回ることが多くなったが、松中信彦や同い年で友人である種田仁の助言を受けて、種田のガニマタ風の打撃フォームに改造したことで、体が前に突っ込む癖が改善し、得点圏打率が大幅に上昇した。しかし本人はお立ち台で「種田みたいでカッコ悪い」と語っていた。その後ホルベルト・カブレラの外野手転向に伴い、対左投手に分が悪かった本間満に代わって相手投手が左腕の場合に二塁に使われることが多くなった。
2005年は内野の全ポジションを守った。
2006年は4月に二塁守備の際、サヨナラ負けにつながるエラーを犯してしまい、それ以降守備要員の座を森本学らに明け渡した。7月2日の試合でファーストを守り、2006年も内野の全守備位置に就いた。オールスター出場を果たした本間の活躍や新人の本多雄一の台頭もあり、夏場までは殆どベンチスタート、そして王監督が病気療養となり森脇浩司一軍チーフ兼内野守備・走塁コーチが監督代行として指揮を執った8月には二軍降格となり、34試合の出場に終わったこともあって10月に引退を表明した。

### ソフトバンクコーチ時代

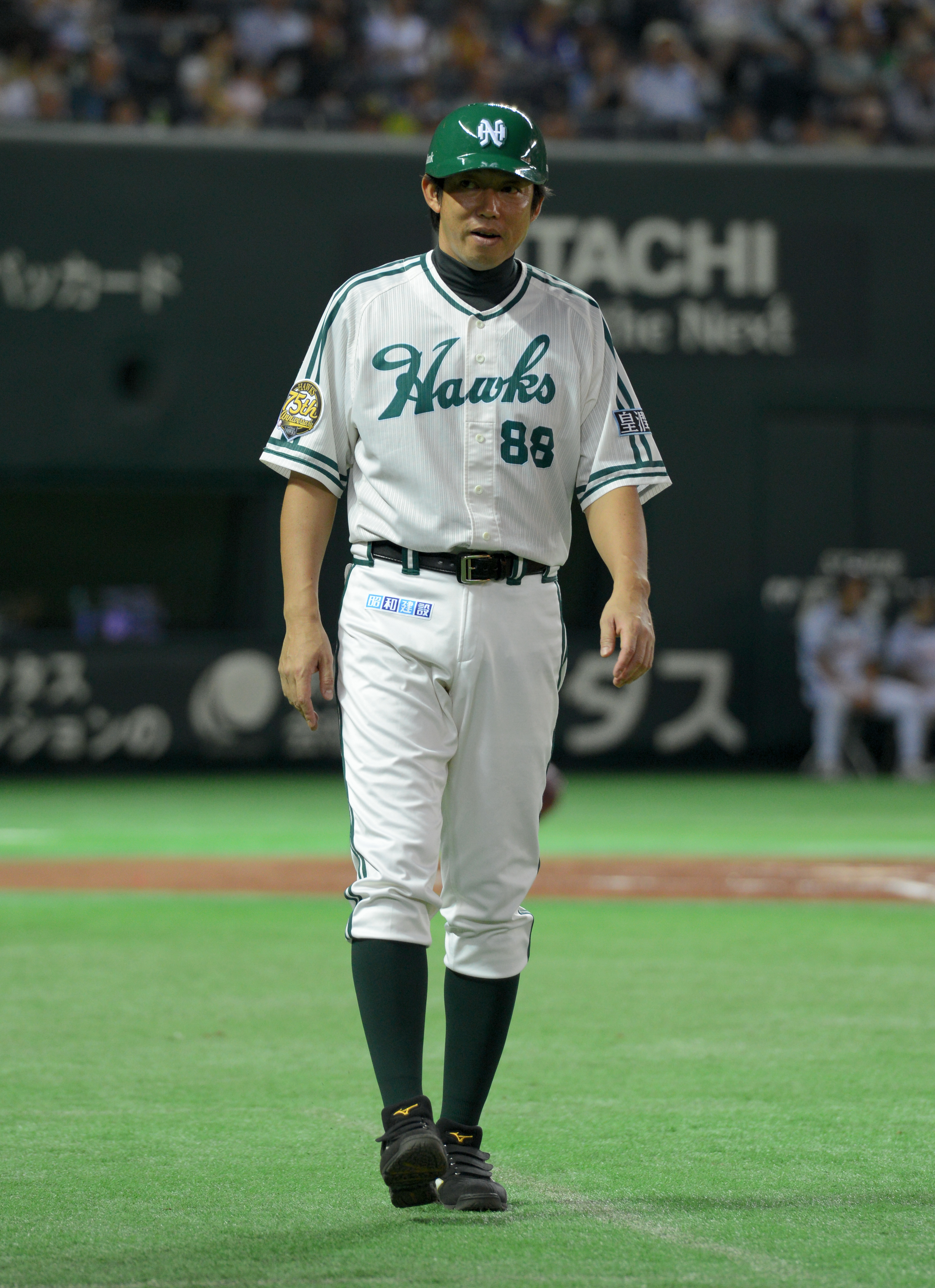
福岡ソフトバンク一軍内野守備・走塁コーチ時代
（2013年9月1日、福岡ヤフオク!ドームにて）

2007年にソフトバンクの二軍内野守備・走塁コーチに就任した。背番号は71。2009年から2010年は二軍監督を務めた。翌年から一軍コーチに配置転換され、背番号は88に変更された。2011年から2017年までは一軍内野守備・走塁コーチを務め、今宮健太を育て、4度のリーグ優勝、日本一に貢献した。内川聖一は影響を受けた指導者に鳥越を挙げており、「ホークス時代には鳥越さんにもたくさんの学びをもらいました。ファーストをやったきっかけも、鳥越さんでしたね。最初は躊躇しましたけど、結果的に初めてゴールデングラブ賞を獲ることができた。鳥越さんに教わったことも、僕のなかでは宝物ですね」と述べている。髙田知季は「守備で10年間生活ができたのは、鳥越さんの指導のおかげ。一番の土台になっている」と述べている。
2011年11月10日、レギュラーシーズン終了からクライマックスファイナルステージまで試合間隔の空くソフトバンクは、異例の紅白戦を行った。この紅白戦において紅組（控え主体）の三塁手として出場。一度の守備機会を無難にこなした。
2012年3月4日に行われた、柴原洋の引退セレモニーでは遊撃のポジションに就いた。この日はロッテとのオープン戦だったこともあり、元チームメイトの井口が二塁に就いた。そのため内野陣は、一塁松中、二塁井口、三塁小久保、遊撃鳥越というダイエー黄金期のメンバーで、打席に立つ柴原の最後の花道を飾った。シーズンでは、一軍内野守備・走塁コーチコーチとして一軍帯同し、2015年までは一塁ベースコーチを務めていたが、2016年シーズンは一塁ベースコーチを大道典良打撃コーチと交代し、工藤公康監督を作戦面で支えるべくベンチに配置転換された。2017年には再び一塁ベースコーチを務めた。同年は143試合でのチームの総失策38は130試合制の1991年西武に並ぶプロ野球記録、守備率.993は同年の西武を1厘上回るプロ野球新記録を記録した。

### ロッテコーチ時代
2018年シーズンより、井口が新たに監督に就任した千葉ロッテマリーンズの一軍ヘッドコーチ兼内野守備・走塁コーチに就任。背番号は引き続き88となった。井口からは連日のように電話でコーチ就任を頼まれたと言う。ソフトバンク時代同様一塁ベースコーチを務めていたが、井口の要望により、ベンチで井口を支えるため5月11日からはヘッドコーチに専念した。2020年からは、一軍ヘッドコーチ兼内野守備コーチに配置転換されたが、伊志嶺翔大が走塁コーチに就任したため、一塁ベースコーチは務めなかった。2021年からは、育成力を期待され、二軍監督へ配置転換された。同年、イースタン・リーグ優勝した。強打が売りの一方で、三塁守備に難があった安田尚憲を徹底的に鍛え上げ、同年ブレークした髙部瑛斗、山口航輝、茶谷健太らを一軍に送り出していた。鳥越より退団の申し出があり、2022年10月5日に受理された。

### ロッテ退団後
2023年は、春季キャンプよりテレビ西日本・九州朝日放送・RKB毎日放送・ソフトバンク球団制作中継（スポーツライブ+などで放送）・MXテレビ・TBSチャンネルなどで野球解説者としての活動を開始する。毎週火曜日にはTVQ九州放送の夕方ニュース「川上政行 You刊ふくおか」のスポーツコーナー「Youスポ」に出演。

### 西武コーチ時代
2025年シーズンより、西口文也が新たに監督に就任した埼玉西武ライオンズのヘッドコーチに就任。背番号は91。91番には「2024年の西武が91敗した悔しさを忘れないようにする」という意味が込められている。

## 人物
幅広い交流
すぐに周囲に溶け込むタイプであり、ダイエー移籍直後から藤井将雄とも非常に仲良くなっていた。藤井の葬儀では出棺の際、藤井の兄貴分であった工藤公康、主力の小久保裕紀、若田部健一らと一緒に棺を担いだ。同い年である田之上慶三郎、大越基、種田仁、大西崇之らと親交が深く、予定が合えば他チームの選手ともゴルフをする。チーム一のガッツマンで、引退した田口昌徳らと共にムードメーカーとしても大きく貢献した。日本プロ野球選手会ウェブページの伝言コーナーでは、後輩である井端弘和に「尊敬している先輩」と言われたり、門倉健に先輩の威厳をぶつけたりもした。
拝啓、星野仙一様
1999年シーズン中に移籍したダイエーで、古巣の中日を下して日本一を経験する。慣れ親しんだナゴヤドームでの日本一決定直後、鳥越は一人だけ中日ベンチの方を向いてガッツポーズをし、その瞬間の写真が週刊ベースボールでの引退記念インタビューの冒頭に掲載された。翌2000年、ダイエーはV2を達成したが、祝勝会でインタビュアーの王理恵に「これ、名古屋も映りますか？」と確認したうえで、「私、2年連続で優勝することができました。ありがとうございました。拝啓、星野仙一様!イェーイ!」と発言し、『プロ野球珍プレー・好プレー大賞』などでも取り上げられた。
本人は週刊ベースボールの引退記念インタビューにて、「ホークスでは『星野監督にトレードに出された』という反骨心で頑張ろうと決めていた」と語っており、星野に対する悪い印象は一切無いと語っており、2017年には星野の「野球殿堂入りを祝う会」にも出席している。
その他
2008年に妻を乳癌で亡くしピンクリボン運動に賛同、球団と話し合い毎年5月に行われる「タカガールデー（現：ピンクフルデー）」を発案し、乳癌の早期発見を呼びかけている。

## 詳細情報

### 年度別打撃成績
| 年 度      | 球 団                 | 試 合 | 打 席 | 打 数 | 得 点 | 安 打 | 二 塁 打 | 三 塁 打 | 本 塁 打 | 塁 打 | 打 点 | 盗 塁 | 盗 塁 死 | 犠 打 | 犠 飛 | 四 球 | 敬 遠 | 死 球 | 三 振 | 併 殺 打 | 打 率 | 出 塁 率 | 長 打 率 | O P S |
| ---------- | --------------------- | ----- | ----- | ----- | ----- | ----- | -------- | -------- | -------- | ----- | ----- | ----- | -------- | ----- | ----- | ----- | ----- | ----- | ----- | -------- | ----- | -------- | -------- | ----- |
| 1994       | 中日                  | 30    | 73    | 67    | 8     | 15    | 2        | 1        | 0        | 19    | 3     | 2     | 1        | 1     | 0     | 4     | 0     | 1     | 17    | 1        | .224  | .278     | .284     | .561  |
| 1995       | 中日                  | 75    | 178   | 159   | 16    | 31    | 2        | 0        | 2        | 39    | 8     | 1     | 2        | 5     | 0     | 13    | 4     | 1     | 48    | 2        | .195  | .260     | .245     | .505  |
| 1996       | 中日                  | 77    | 238   | 203   | 30    | 56    | 7        | 3        | 3        | 78    | 17    | 8     | 3        | 21    | 0     | 14    | 0     | 0     | 38    | 2        | .276  | .323     | .384     | .707  |
| 1997       | 中日                  | 124   | 308   | 269   | 35    | 56    | 6        | 2        | 2        | 72    | 16    | 10    | 3        | 14    | 2     | 20    | 1     | 3     | 63    | 2        | .208  | .269     | .268     | .536  |
| 1998       | 中日                  | 44    | 29    | 27    | 5     | 2     | 0        | 0        | 0        | 2     | 1     | 4     | 0        | 0     | 1     | 0     | 0     | 1     | 7     | 0        | .074  | .103     | .074     | .178  |
| 1999       | ダイエー ソフトバンク | 40    | 51    | 45    | 7     | 15    | 1        | 0        | 2        | 22    | 6     | 0     | 0        | 2     | 1     | 1     | 0     | 2     | 13    | 1        | .333  | .367     | .489     | .856  |
| 2000       | ダイエー ソフトバンク | 115   | 340   | 305   | 38    | 74    | 11       | 0        | 4        | 97    | 25    | 3     | 3        | 12    | 1     | 22    | 0     | 0     | 69    | 2        | .243  | .293     | .318     | .611  |
| 2001       | ダイエー ソフトバンク | 122   | 358   | 304   | 34    | 53    | 9        | 3        | 2        | 74    | 16    | 6     | 4        | 26    | 1     | 26    | 0     | 1     | 85    | 2        | .174  | .241     | .243     | .484  |
| 2002       | ダイエー ソフトバンク | 129   | 385   | 331   | 34    | 83    | 10       | 3        | 4        | 111   | 25    | 7     | 5        | 25    | 0     | 29    | 1     | 0     | 68    | 3        | .251  | .311     | .335     | .646  |
| 2003       | ダイエー ソフトバンク | 115   | 316   | 264   | 31    | 56    | 7        | 0        | 1        | 66    | 25    | 5     | 4        | 18    | 1     | 28    | 0     | 5     | 87    | 5        | .212  | .299     | .250     | .549  |
| 2004       | ダイエー ソフトバンク | 42    | 85    | 81    | 6     | 21    | 3        | 0        | 1        | 27    | 5     | 1     | 0        | 1     | 0     | 3     | 0     | 0     | 16    | 0        | .259  | .286     | .333     | .619  |
| 2005       | ダイエー ソフトバンク | 110   | 158   | 139   | 16    | 33    | 3        | 2        | 0        | 40    | 17    | 2     | 1        | 9     | 0     | 10    | 0     | 0     | 31    | 5        | .237  | .289     | .288     | .576  |
| 2006       | ダイエー ソフトバンク | 34    | 43    | 37    | 6     | 9     | 1        | 0        | 0        | 10    | 0     | 0     | 0        | 3     | 0     | 3     | 0     | 0     | 5     | 0        | .243  | .300     | .270     | .570  |
| 通算：13年 | 通算：13年            | 1057  | 2562  | 2231  | 266   | 504   | 62       | 14       | 21       | 657   | 164   | 49    | 26       | 137   | 7     | 173   | 6     | 14    | 547   | 25       | .226  | .285     | .294     | .579  |

- ダイエー（福岡ダイエーホークス）は、2005年にソフトバンク（福岡ソフトバンクホークス）に球団名を変更

### 年度別守備成績
| 球 団 | 年 度                 | 遊撃  | 遊撃  | 遊撃  | 遊撃  | 遊撃  | 遊撃     | 二塁  | 二塁  | 二塁  | 二塁  | 二塁  | 二塁     | 三塁  | 三塁  | 三塁  | 三塁  | 三塁  | 三塁     |
| 球 団 | 年 度                 | 試 合 | 刺 殺 | 補 殺 | 失 策 | 併 殺 | 守 備 率 | 試 合 | 刺 殺 | 補 殺 | 失 策 | 併 殺 | 守 備 率 | 試 合 | 刺 殺 | 補 殺 | 失 策 | 併 殺 | 守 備 率 |
| ----- | --------------------- | ----- | ----- | ----- | ----- | ----- | -------- | ----- | ----- | ----- | ----- | ----- | -------- | ----- | ----- | ----- | ----- | ----- | -------- |
| 1994  | 中日                  | 30    | 23    | 62    | 4     | 14    | .955     | -     | -     | -     | -     | -     | -        | -     | -     | -     | -     | -     | -        |
| 1995  | 中日                  | 64    | 79    | 146   | 5     | 31    | .978     | -     | -     | -     | -     | -     | -        | 2     | 0     | 0     | 0     | 0     | ----     |
| 1996  | 中日                  | 71    | 84    | 183   | 11    | 34    | .960     | -     | -     | -     | -     | -     | -        | -     | -     | -     | -     | -     | -        |
| 1997  | 中日                  | 109   | 132   | 214   | 1     | 56    | .997     | -     | -     | -     | -     | -     | -        | -     | -     | -     | -     | -     | -        |
| 1998  | 中日                  | 15    | 8     | 18    | 0     | 2     | 1.000    | 1     | 1     | 0     | 0     | 0     | 1.000    | 18    | 3     | 6     | 0     | 0     | 1.000    |
| 1999  | ダイエー ソフトバンク | 10    | 7     | 16    | 1     | 6     | .958     | 2     | 1     | 0     | 0     | 0     | 1.000    | 23    | 5     | 6     | 0     | 0     | 1.000    |
| 2000  | ダイエー ソフトバンク | 78    | 108   | 218   | 8     | 34    | .976     | 35    | 67    | 84    | 2     | 10    | .987     | 10    | 2     | 7     | 1     | 1     | .900     |
| 2001  | ダイエー ソフトバンク | 122   | 193   | 322   | 12    | 79    | .977     | -     | -     | -     | -     | -     | -        | -     | -     | -     | -     | -     | -        |
| 2002  | ダイエー ソフトバンク | 128   | 208   | 271   | 13    | 70    | .974     | -     | -     | -     | -     | -     | -        | -     | -     | -     | -     | -     | -        |
| 2003  | ダイエー ソフトバンク | 96    | 135   | 217   | 9     | 49    | .975     | 2     | 4     | 10    | 0     | 2     | 1.000    | 14    | 3     | 10    | 1     | 1     | .929     |
| 2004  | ダイエー ソフトバンク | 11    | 7     | 14    | 0     | 4     | 1.000    | 1     | 0     | 0     | 0     | 0     | ----     | 28    | 9     | 33    | 3     | 0     | .933     |
| 2005  | ダイエー ソフトバンク | 28    | 25    | 37    | 2     | 8     | .969     | 73    | 73    | 92    | 0     | 18    | 1.000    | 2     | 0     | 1     | 0     | 0     | 1.000    |
| 2006  | ダイエー ソフトバンク | 12    | 15    | 25    | 0     | 5     | 1.000    | 7     | 1     | 7     | 1     | 0     | .889     | 9     | 1     | 1     | 0     | 0     | 1.000    |
| 通算  | 通算                  | 774   | 1024  | 1743  | 66    | 392   | .977     | 121   | 147   | 193   | 3     | 30    | .991     | 106   | 23    | 64    | 5     | 2     | .946     |

| 年 度 | 球 団                 | 一塁  | 一塁  | 一塁  | 一塁  | 一塁  | 一塁     | 外野  | 外野  | 外野  | 外野  | 外野  | 外野     |
| 年 度 | 球 団                 | 試 合 | 刺 殺 | 補 殺 | 失 策 | 併 殺 | 守 備 率 | 試 合 | 刺 殺 | 補 殺 | 失 策 | 併 殺 | 守 備 率 |
| ----- | --------------------- | ----- | ----- | ----- | ----- | ----- | -------- | ----- | ----- | ----- | ----- | ----- | -------- |
| 1995  | 中日                  | 3     | 9     | 0     | 0     | 3     | 1.000    | 6     | 4     | 0     | 0     | 0     | 1.000    |
| 1996  | 中日                  | -     | -     | -     | -     | -     | -        | 7     | 2     | 0     | 1     | 0     | .667     |
| 1997  | 中日                  | -     | -     | -     | -     | -     | -        | 19    | 6     | 1     | 0     | 0     | 1.000    |
| 1998  | 中日                  | -     | -     | -     | -     | -     | -        | 6     | 0     | 0     | 0     | 0     | ----     |
| 1999  | ダイエー ソフトバンク | -     | -     | -     | -     | -     | -        | 1     | 1     | 0     | 0     | 0     | 1.000    |
| 2003  | ダイエー ソフトバンク | -     | -     | -     | -     | -     | -        | 1     | 0     | 0     | 0     | 0     | ----     |
| 2005  | ダイエー ソフトバンク | 1     | 0     | 0     | 0     | 0     | ----     | -     | -     | -     | -     | -     | -        |
| 2006  | ダイエー ソフトバンク | 4     | 6     | 0     | 0     | 2     | 1.000    | -     | -     | -     | -     | -     | -        |
| 通算  | 通算                  | 8     | 15    | 0     | 0     | 2     | 1.000    | 40    | 13    | 1     | 1     |       | .933     |

### 記録
初記録
- 初出場：1994年7月24日、対読売ジャイアンツ16回戦（ナゴヤ球場）、6回表に遊撃手として出場
- 初先発出場：1994年7月26日、対横浜ベイスターズ17回戦（ナゴヤ球場）、「8番・遊撃手」として先発出場
- 初安打：同上、7回裏に渡部高史から
- 初盗塁：同上、7回裏に二盗（投手：渡部高史、捕手：谷繁元信）
- 初打点：1994年7月27日、対横浜ベイスターズ18回戦（ナゴヤ球場）、2回裏に五十嵐英樹から
- 初本塁打：1995年5月31日、対横浜ベイスターズ9回戦（ナゴヤ球場）、4回裏に有働克也からソロ

節目の記録
- 1000試合出場：2005年8月13日、対北海道日本ハムファイターズ15回戦（札幌ドーム）、「8番・二塁手」として先発出場 ※史上407人目

### 背番号
- 41（1994年 - 1999年途中）
- 35（1999年途中 - 2000年）
- 6（2001年 - 2006年）
- 71（2007年 - 2010年）
- 88（2011年 - 2022年）
- 91（2025年 - ）

### 代表歴
- 第20回日米大学野球選手権大会 日本代表
- 第22回日米大学野球選手権大会 日本代表